# Offensive rebelle sur Bani Walid
Guerre civile libyenne
Batailles
- 1re Benghazi
- El Beïda
- Derna
- 1re Tripoli
- Misrata
- 1re Zaouïa
- Djebel Nefoussa (1re Dehiba
- 2e Dehiba
- Gharyan)
- 1re Brega
- 1re Ras Lanouf
- 1re Ben Jawad
- 2e Ras Lanouf
- 2e Brega
- 1re Ajdabiya
- 2e Benghazi
- 2e Ajdabiya
- 1re golfe de Syrte
- 3e Brega
- Al Jawf
- Front de Misrata (Zliten
- Tawarga
- 2e Zaouïa
- 4e Brega
- Fezzan
- Birak)
- 5e Brega
- 3e Zaouïa
- 2e Tripoli
- 2e Sebha
- 2e golfe de Syrte (Syrte)
- Offensive de Bani Walid (Tarhounah - Bani Walid)

- Intervention militaire de l’OTAN
- Opération Ellamy (Royaume-Uni)
- Opération Harmattan (France)
- Opération Odyssey Dawn (États-Unis)
- Opération Mobile (Canada)

L'offensive rebelle de Bani Walid est une offensive du CNT menée en 2011 pour prendre le contrôle de la ville de Bani Walid qui a commencé après la prise de Tripoli.
L'offensive a commencé le 28 août, le même jour la ville de Tarhounah tombe sous le contrôle de la rébellion. Les rebelles entrent à Bani Walid à partir du 9 septembre. Le siège débute à partir de cet instant où les rebelles essuieront de grosse pertes à cause des snipers pro-Kadhafi. La ville tombe définitivement le 17 octobre après une fuite des dernières troupes fidèles à l'ancien régime.

## Contexte
Après la victoire à Tripoli, les rebelles lancent une vaste offensive avec pour objectif de capturer Bani Walid, l'un des derniers bastions des forces de Kadhafi.

## Déroulement

### Bataille de Tarhounah
Le 29 août 2011, des responsables de la rébellion annoncent la mort de Khamis Kadhafi dans les environs de Tarhouna, à 80 km au sud-est de Tripoli ; il aurait été enterré sur place. Le lendemain, une télévision liée aux kadhafistes dément l'information; sa mort est ensuite confirmée le 17 octobre par la chaîne syrienne Arraï, proche de Kadhafi.

### Combats entre la route de Tarhounah-Bani Walid
Le 4 septembre, le CNT déclare que ses forces ne sont qu'à 60 km de Bani Walid.
le 5 septembre, Le CNT annonce que «la porte est toujours ouverte pour des négociations", les forces du CNT ne serait qu'à 40km de km de Bani Walid.

### Bataille de Bani Walid
Le 8 septembre, Mouammar Kadhafi a affirmé que Bani Walid ne se rendrait jamais, dans un message audio diffusé à la télévision syrienne, il a exhorté son peuple à poursuivre la lutte. Les troupes loyalistes ont tiré des missiles, qui ont atterri à Wadi Dinar, à environ 20 km de Bani Walid.
Le 9 septembre, l'armée de libération nationale déclare que ses combattants sont entrés à Bani Walid par le nord et l'est, en pénétrant à l'intérieur de la ville à environ deux kilomètres du centre-ville, et de durs combats de rue eurent lieu.
Les pro-CNT ont déclaré avoirs perdu au moins un combattant lors d'une escarmouche dans la ville, en prétendant également avoirs tué deux soldats pro-Kadhafi et en avoir capturé dix.
Le 11 septembre, de violents combats ont lieu qui font 10 morts et une vingtaine de blessés dans certains quartiers de la ville.
Le 16 octobre 2011, après plusieurs semaines de siège, les forces du CNT entrent dans le cœur de Bani Walid, sans y rencontrer une opposition de la part des forces kadhafistes qui semblent s'être évaporées.